# SMS Fuchs (1860)
Le SMS Fuchs est un navire de classe Jäger, une classe qui comprend quinze canonnières de seconde classe de la Marine prussienne et de la Kaiserliche Marine.

## Histoire
Il commande à l'été 1859 au chantier naval de Dantzig J. W. Klawitter et lancé le 14 février 1860. La motorisation du navire vient de l'entreprise Borsig. Les premiers essais en mer ont lieu à l'automne 1860 puis le bateau rejoint la base navale de Dänholm. Le bateau est mis en dehors du service durant l'hiver pour de nouveaux essais jusqu'au 25 juin 1861. Par la suite, le Fuchs rejoint en août et en septembre pour un voyage en mer du Nord avec escales à Hambourg et Brême un escadron composé de ses sister-ships Jäger (de), Scorpion et Salamander (de) ainsi que des canonnières de première classe Camaeleon (de) et Comet, la goélette Hela et comme navire amiral la corvette Amazone. Le 12 octobre 1861, le Fuchs est désarmé et rangé dans le port de Dänholm.
Lors de la guerre des Duchés, le navire est remis en service le 1er mars 1864. En juin, il participe à une parade navale devant Guillaume Ier d'Allemagne puis rejoint le chantier naval de Świnoujście, où sa cheminée est agrandie. Le 18 octobre, il retourne à Dänholm, remis hors service et en attente.
Il reçoit une nouvelle mission pour la guerre franco-allemande de 1870. Le Fuchs est remis en service le 24 juin 1870 et part avec cinq sister-ships vers Wilhelmshaven pour défendre le canal d'Eider (de). Il sert d'avant-poste. Il subit des dégâts et va se faire réparer à Bremerhaven. Le Fuchs passe l'hiver dans le port de Wilhelmshaven puis revient en 1871 en avant-poste dans l'estuaire de l'Elbe sans rencontrer d'ennemis. Après la guerre, il sert au déminage dans la baie de Jade. Du mois d'août à son démantèlement le 8 décembre 1871, le navire est affecté au service nouvellement créé des torpilles.
En 1872, le Fuchs est réactualisé au Kaiserliche Werft Wilhelmshaven. Le gréement est retiré, le grand mât reste pour être un sémaphore ; l'artillerie de 24 livres, deux petits canons, sont remplacés par un canon fretté de 15 cm L/24. Le navire revient en service en avril 1878. Les cinq années suivantes, il sert parfois de navire-école et accompagne le SMS Renown (de) et le SMS Mars. En 1880, le canon fretté de 8,7 cm est remplacé par un canon révolver de 3,7 cm.
Le Fuchs est mis hors service le 27 juin 1882 et retiré de la liste des navires de guerre le 14 novembre de la même année. Sa coque sert ensuite de barge minière à Wilhelmshaven puis mis au rebut. 
Le Fuchs est remplacé par le SMS Flink (de) en 1882.

## Commandement
| Automne 1860                   | Capitaine-lieutenant Wachsen               |
| 25 juin à septembre 1861       | Capitaine-lieutenant Rubarth               |
| Septembre au 12 octobre 1861   | Lieutenant de vaisseau von Saint Paul      |
| Mars 1864                      | Capitaine-lieutenant Franz von Waldersee   |
| Mars au 18 octobre 1864        | Sous-lieutenant Lüdecke                    |
| 24 juillet à août 1870         | Leutnant zur See Günther von Zitzewitz     |
| Août 1870 au 8 décembre 1871   | Leutnant zur See Koppen                    |
| 1er avril au 2 octobre 1878    | Inconnu                                    |
| 1er avril au 27 septembre 1879 | Leutnant zur See Landfermann               |
| 1er avril au 28 juillet 1880   | Leutnant zur See Goecke                    |
| 1er avril au 27 août 1881      | Leutnant zur See Friedrich Graf von Moltke |
| 1er avril au 27 juin 1882      | Leutnant zur See Hans Meyer                |